# Ali Kemal

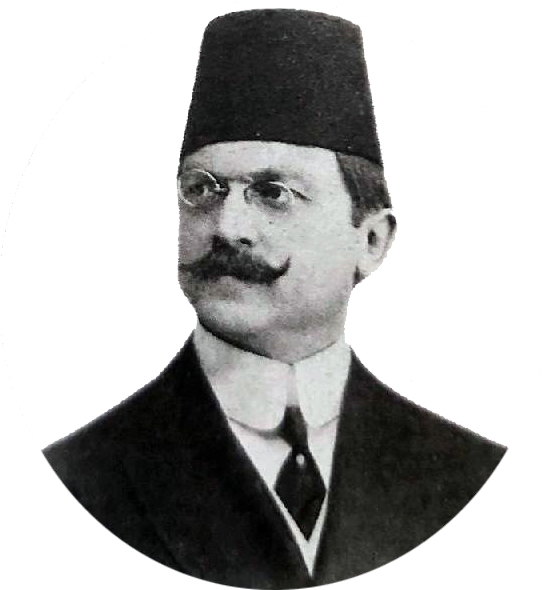
Ali Kemâl

Ali Kemâl Bey (osmanisch علی کمال بگ; * 1867 in Istanbul als Rıza Ali; † 6. November 1922 in İzmit) war ein liberaler osmanischer Journalist, Herausgeber von Tageszeitungen und Dichter, der von März bis Mai 1919 Bildungsminister und von Mai bis Juni 1919 Innenminister des Osmanischen Reiches unter der Regierung von Großwesir Damat Ferit war. Er wurde auf Anordnung Nureddin Paschas entführt und ermordet. Ali Kemâl ist der Großvater väterlicherseits des britischen Politikers Stanley Johnson und Urgroßvater von dessen Kindern Boris, Rachel und Jo Johnson.

## Ausbildung
Kemâl wurde unter dem Namen Rıza Ali als Sohn des Mumcular Kâhyası Balmumcu Ahmed Efendi aus Çankırı in Istanbul geboren, seine Mutter war eine Sklavin tscherkessischer Herkunft. In der Mittelschule wurde er aufgrund schlechten Benehmens von der Militärschule verwiesen. 1882 wurde er in die Beamtenausbildung der Mülkiye-Schule aufgenommen. In der Zwischenzeit schrieb er Gedichte und Artikel unter dem Pseudonym „Ali Kemâl“, unter dem man ihn fortan kennen sollte. 1887 bis 1888 verbrachte er in Frankreich, um sein Französisch zu verbessern. In dieser Zeit organisierte er sich auch gegen Abdülhamit II. Als Konsequenz verbüßte er eine neunmonatige Haftstrafe und wurde als Beamter nach Aleppo versetzt, wo seine zwei Romane, İki Hemşire („Zwei Krankenschwestern“) und Çölde Bir Sergüzeşt („Ein Abenteurer in der Wüste“), entstanden.
Nachdem er illegalerweise nach Istanbul zurückgekehrt war, musste er aufgrund der anhaltenden Verfolgung gegen ihn nach Paris fliehen. Dort machte er Bekanntschaft mit den Jungtürken. 1900 reiste er nach Ägypten, wo er auf dem landwirtschaftlichen Anwesen eines finanziell in Not geratenen Prinzen einen vornehmen Lebensstil genoss. Er lernte dort seine erste Ehefrau Yvonne kennen, eine Engländerin.
1908 kehrte er nach Istanbul zurück und widmete sich dem Journalismus. Zusätzlich unterrichtete er an der Istanbuler Universität Darülfünun. Mit dem Erstarken des Komitees für Einheit und Fortschritt begann er, kritische Artikel gegen dasselbe zu verfassen. Weil er seine oppositionelle Haltung in seinen Unterricht hineintrug, protestierten die Studenten, und er verlor seinen Posten. Es folgten kurze Exilaufenthalte in Wien und London. Nachdem seine englische Frau kurz nach der Geburt seines Sohnes Osman Wilfred Ali Kemal im September 1909 am Kindbettfieber gestorben war, heiratete er 1912 eine Tochter des Müşiu Verri Zeki Pascha.
Während der Regierungszeit des Komitees für Einheit und Fortschritt nach 1912 verwehrte man ihm die journalistische Tätigkeit, so dass er seinen Lebensunterhalt mit Handel und privatem Unterricht verdiente. Mit dem Machtverlust der schwächelnden Regierungspartei engagierte er sich in der Politik und trat der Freiheits- und Einigkeitspartei bei. Er wurde Generalsekretär der Partei und mit der Regierungsbildung unter Damat Ferid Pascha in seinem ersten Kabinett Bildungsminister, in seinem zweiten Kabinett Innenminister.

## Opposition gegen das Komitee für Einheit und Fortschritt
Ali Kemâl verurteilte die Angriffe und Blutbäder gegen die Armenier ab 1915, schmähte die ittihadistischen Anführer als Urheber des Völkermords an den Armeniern und verlangte unerbittlich deren juristische Verfolgung und Bestrafung.
Kemâl war auch ein Herausgeber verschiedener osmanischer Tageszeitungen, darunter Sabah, Alemdar, Peyam und später Peyam-Sabah; er beschuldigte nicht nur offen ittihadistische Führer, sondern auch die osmanische Abgeordnetenkammer sowie „Tausende und Tausende“ von gewöhnlichen Leuten für ihre Teilnahme an den Massakern. In der Ausgabe der Sabah vom 28. Januar 1919 schrieb Kemâl: 

„Fünf Jahre zuvor wurde ein einzigartiges Verbrechen verübt, ein Verbrechen vor dem die Welt erschüttert. Angesichts der Dimensionen und Normen summieren sich die Urheber nicht auf fünf, oder zehn, sondern auf Hunderttausende. Es wurde bereits faktisch bewiesen, dass diese Tragödie auf der Basis einer vom Zentralkomitee der Ittihad gefassten Entscheidung geplant wurde.“

In der Ausgabe der Alemdar vom 18. Juli 1919 schrieb er: 

„[…] unser Justizminister hat die Türen der Gefängnisse geöffnet. Lasst uns nicht versuchen, die Schuld auf die Armenier zu werfen; wir müssen uns nicht damit schmeicheln, dass die Welt mit Idioten gefüllt ist. Wir haben die Habseligkeiten der Männer geplündert, die wir deportiert und massakriert haben; wir haben Diebstahl in unserer Kammer und unserem Senat sanktioniert. Lasst uns beweisen, dass wir ausreichende nationale Energie haben, um das Gesetz gegen die Köpfe dieser Banden in Kraft zu setzen, welche die Gerechtigkeit mit Füßen getreten sowie unsere Ehre und unser nationales Leben durch den Staub gezogen haben.“

## Opposition gegen die nationale Befreiungsbewegung
Schon in der Anfangsphase attackierte er die nationale Befreiungsbewegung unter Mustafa Kemal Atatürk, den er aufgrund seiner umherziehenden Aktivität zur Kräftemobilisierung in Anatolien berduş, also „Penner“ bzw. „Landstreicher“, nannte. Als Innenminister schaffte er es, einige Telegraphenstationen gegen Atatürk aufzuwiegeln.

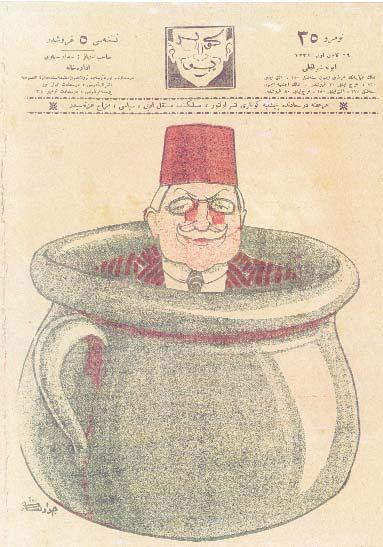
Karikatur von Cevat Şakir (1921): „Ali Kemâl Bey in seinem Büro“. Er sitzt in einem Nachttopf.

Er sympathisierte offen für eine Türkei unter britischem Mandat und gilt als Gründer der İngiliz Muhipler Cemiyeti, einer anglophilen Vereinigung, in der auch der Großwesir Damat Ferid Pascha Mitglied war. Zur Kritik, er sei ein Sprachrohr der englischen Besatzungsmacht, entgegnete er, die Engländer hätten keine Lakaien nötig und dass die wahren Verräter in Anatolien säßen.
Am 26. Juni 1919 trat er aufgrund von Streitereien mit dem Kriegsminister zurück und widmete sich erneut journalistischen Tätigkeiten. Am 2. August 1919 begann er seine Arbeit in der Zeitung Peyam-i Sabah und schlug dort sogleich aggressive Töne an. So nannte er die Nationalbewegung unter Atatürk „Schlangen“, „Witzfiguren“, „Banditen“ und prophezeite, dass das anatolische Volk, „gestützt auf die Scharia und den Sultan“, der Bewegung bald ein Ende machen würde. Kurz nach der Eröffnung der Großen Nationalversammlung in Ankara schrieb er am 25. April: 

„Todesstrafe. Todesstrafe. Todesstrafe… Weil die Räuberbande Mustafa Kemal, Kâzım Karabekir, Ali Fuat und Sami bösartiger und schlechter sind als die Unionisten, wird ihnen die Strafe noch frühzeitig zuteil.“

Kurz vor dem türkischen Angriff, dem büyük taaruz, gegen die verschanzten griechischen Truppen schrieb er am 7. August folgendes: 

„Mustafa und seine Gefolgsleute bereiten sich auf einen großen Angriff gegen die Griechen vor. Dieser wahnsinnige Versuch hat nur ein Ziel: Untergang, nochmal Untergang, nochmal Untergang. Denn Griechenland hat Truppen, hat Munition, hat Ausrüstung. Und letzten Endes großen Beistand in Form der Briten. Sie sind in jedem Punkt schwach. Hinzu kommt, dass sie elendige Banditen sind. Das anatolische Volk liebt Allah und seine Religion. Sie aber sind Heuchler und Ungläubige“

Mit dem Sieg Mustafa Kemals und der Einnahme Izmirs schlug er mit gayelerimiz bir ve birdir („Unsere Ziele sind die gleichen“) versöhnlichere Töne an. Er gab zu, sich in dem Punkt getäuscht zu haben.

## Ermordung und Beisetzung
Am 4. November 1922 wurde Ali Kemâl in einem Friseursalon vor dem Tokatlıyan-Hotel in Istanbul überwältigt und durch Abschütteln einiger englischer Verfolger per Schiff aus der Stadt geschafft. In Izmit wurde er vor Nureddin Pascha gebracht, der ihn in Ankara vor ein Militärgericht wegen Hochverrat stellen sollte. Tatsächlich aber befahl Nureddin Pascha seinem Hauptmann Rahmi Apak:

„Versammele jetzt einige hundert Leute von der Straße vor dem großen Tor. Wenn Ali Kemal das Tor passiert, sollen sie ihn töten, [ihn] lynchen“

Als Ali Kemâl das Tor passierte, wurde er von einem Mob geschlagen, gesteinigt und erstochen. Der Mob raubte ihm seinen Schmuck, seine goldene Uhr und seinen neuen Anzug. Anschließend wurde seine Leiche mit einem Seil an den Fußknöcheln durch den Ort geschleift und an einem Eisenbahntunnel aufgehängt.
Nach Falih Rıfkı Atays Erzählungen soll Nureddin Pascha die Leiche für Ismet Inönü ausgestellt haben. Dieser fuhr mit der Eisenbahn durch Iznik in Richtung Schweiz zur Unterzeichnung des Vertrags von Lausanne. Nach Atay soll Inönü beim Anblick der Leiche seinen Kopf gesenkt und Nureddin Pascha in eine Ecke gezerrt und wüst beschimpft haben. Atatürks Reaktion auf den Lynchmord wird mit „angewidert“ beschrieben; in Istanbul brach unter den Unterstützern der britischen Besatzungsmacht Panik aus, die zum Schutz in das englische Konsulat flohen.
Das Begräbnis gestaltete sich schwierig, da die Öffentlichkeit ihn nicht in İzmit begraben lassen wollte und sich die Verantwortlichen der Friedhöfe sich weigerten, ihn aufzunehmen. Es zirkulierten Überlegungen, den „Verräter“ in Griechenland zu begraben. Letztendlich begrub man ihn ohne Grabstein in der Nähe eines öffentlichen Friedhofs. Sein Grab wurde erst 1950 wiederentdeckt.

## Sonstiges
Ali Kemâls zweiter Sohn Zeki Kuneralp (1914–1998) bestand die Aufnahmeprüfung für den Dienst im Außenministerium. Bei der Diskussion, ob man ihn aufgrund der Agitation seines Vaters aufnehmen solle, schaltete sich der damalige Ministerpräsident Ismet Inönü mit den Worten „Ich verstehe nicht, was soll schon dabei sein, warum soll er nicht rein?“ ein. Er wurde Vize-Generaldirektor des Außenministeriums und Botschafter. Seine ebenfalls als Botschafterin tätige Frau und sein Schwager wurden 1978 von der armenischen Terrororganisation Asala in Madrid erschossen.

## Schriften
- İki Hemşire, (Zwei Krankenschwestern), 1899, Roman;
- Çölde Bir Sergüzeşt, (Ein Abenteurer in der Wüste), 1990, Roman;